# Natação nos Jogos Pan-Americanos de 2019 - 10 km masculino
A competição dos 10 km masculino da natação nos Jogos Pan-Americanos de 2019 foi realizada em 4 de agosto em Laguna Bujama, Lima, no Peru.

## Calendário
Horário local (UTC-5).
| Data        | Horário | Fase  |
| ----------- | ------- | ----- |
| 4 de agosto | 14:30   | Final |

## Medalhistas
| Ouro   | ECU Esteban Enderica  |
| Prata  | ARG Guillermo Bertola |
| Bronze | USA Taylor Abbott     |

## Resultado final
A competição foi realizada em 4 de agosto. 
Em julho de 2020, Abbott herdou a medalha de prata, e Colonese herdou a medalha de bronze, três semanas após o anúncio do doping do argentino Guillermo Bertola, que havia sido prata na prova. 
| Pos.              | Nadador             | Nacionalidade      | Tempo     | Notas |
| ----------------- | ------------------- | ------------------ | --------- | ----- |
| Medalha de ouro   | Esteban Enderica    | ECU Equador        | 1:53:46.7 |       |
| Medalha de prata  | Guillermo Bertola   | ARG Argentina      | 1:54:00.0 |       |
| Medalha de bronze | Taylor Abbott       | USA Estados Unidos | 1:54:02.7 |       |
| 4                 | Victor Colonese     | BRA Brasil         | 1:54:03.6 |       |
| 5                 | David Farinango     | ECU Equador        | 1:54:05.8 |       |
| 6                 | Franco Cassini      | ARG Argentina      | 1:54:06.2 |       |
| 7                 | Jon McKay           | CAN Canadá         | 1:54:19.5 |       |
| 8                 | Diego Vera          | VEN Venezuela      | 1:54:36.0 |       |
| 9                 | Arturo Pérez Vertti | MEX México         | 1:55:31.7 |       |
| 10                | Raben Dommann       | CAN Canadá         | 1:55:33.1 |       |
| 11                | Theodore Smith      | USA Estados Unidos | 1:57:27.6 |       |
| 12                | Fernando Betanzos   | MEX México         | 2:01:50.4 |       |
| 13                | Allan do Carmo      | BRA Brasil         | 2:03:33.5 |       |
| 14                | Diego Serida        | PER Peru           | 2:04:09.1 |       |
| 15                | Cristian Vidal      | CUB Cuba           | 2:07:31.4 |       |
| 16                | David Marroquín     | GUA Guatemala      | 2:09:48.3 |       |
| 17                | José Reyes Saravia  | GUA Guatemala      | 2:09:49.0 |       |
| 18                | Nector Segovia      | ESA El Salvador    | 2:13:21.0 |       |
| 19                | Cristofer Lanuza    | CRC Costa Rica     | 2:19:26.5 |       |
| 20                | Rodolfo Falcón Jr   | CUB Cuba           | DNF       |       |

Legenda
| Recorde mundial                  | Recorde mundial (World record)               |                       | Recorde africano                      | Recorde africano (African) |                                           | Q | Classificado por posição (Qualified) |
| Recorde dos Jogos Pan-Americanos | Recorde pan-americano (Pan-American record)  | Recorde da América    | Recorde da América (Americas)         | q                          | Classificado por melhor tempo (Qualified) |   |                                      |
| Melhor marca do ano              | Melhor marca do ano (World leading)          | Recorde asiático      | Recorde asiático (Asian)              | DNS                        | Não largou (Did not start)                |   |                                      |
| Recorde nacional                 | Recorde nacional (National record)           | Recorde europeu       | Recorde europeu (European)            | DNF                        | Não terminou (Did not finish)             |   |                                      |
| Recorde pessoal                  | Recorde pessoal do atleta (Personal best)    | Recorde da Oceania    | Recorde da Oceania (Oceania)          | DSQ / DQ                   | Desclassificado (Disqualified)            |   |                                      |
| Recorde da temporada             | Recorde da temporada do atleta (Season best) | Recorde sul-americano | Recorde sul-americano (South America) | NM                         | Sem marca (No mark)                       |   |                                      |